# Agrostis korczaginii
Agrostis korczaginii là một loài thực vật có hoa trong họ Hòa thảo. Loài này được Senjan.-Korcz. mô tả khoa học đầu tiên năm 1953.